# Niederländische Fußballnationalmannschaft (U-17-Junioren)
Die niederländische U-17-Fußballnationalmannschaft ist eine Auswahlmannschaft niederländischer Fußballspieler. Sie untersteht dem KNVB (Koninklijke Nederlandse
Voetbal Bond), dem niederländischen Fußballverband, und repräsentiert ihn auf der U-17-Ebene, in Freundschaftsspielen gegen die Auswahlmannschaften anderer nationaler Verbände aber auch bei der Europameisterschaft des europäischen Kontinentalverbandes UEFA oder der Fußball-Weltmeisterschaft der FIFA. Spielberechtigt sind Spieler, die ihr 17. Lebensjahr noch nicht vollendet haben und die niederländische Staatsangehörigkeit besitzen. Bei Turnieren ist das Alter beim ersten Qualifikationsspiel maßgeblich.
Die Mannschaft konnte 2011, 2012, 2018 und 2019 den EM-Titel gewinnen.

## Teilnahme an Junioren-Weltmeisterschaften
| 1985 in China               | nicht qualifiziert |
| 1987 in Kanada              | nicht qualifiziert |
| 1989 in Schottland          | nicht qualifiziert |
| 1991 in Italien             | nicht qualifiziert |
| 1993 in Japan               | nicht qualifiziert |
| 1995 in Ecuador             | nicht qualifiziert |
| 1997 in Ägypten             | nicht qualifiziert |
| 1999 in Neuseeland          | nicht qualifiziert |
| 2001 in Trinidad und Tobago | nicht qualifiziert |
| 2003 in Finnland            | nicht qualifiziert |
| 2005 in Peru                | 3. Platz           |
| 2007 in Südkorea            | nicht qualifiziert |
| 2009 in Nigeria             | Gruppenphase       |
| 2011 in Mexiko              | Gruppenphase       |
| 2013 in VA Emirate          | nicht qualifiziert |
| 2015 in Chile               | nicht qualifiziert |
| 2017 in Indien              | nicht qualifiziert |
| 2019 in Brasilien           | 4. Platz           |
| 2023 in Indonesien          | nicht qualifiziert |

## Trainerhistorie
(Auswahl)
- 1972–1974: Ger Blok
- 1976–1977: Hans Ooft
- 1979–1983: Bert van Lingen
- 2000: Jan Versleijen
- 2001–2006: Cor Pot
- 2001–2006: Ruud Kaiser
- 2006–2013: Albert Stuivenberg
- 2013–2015: Maarten Stekelenburg
- 2015–2018: Kees van Wonderen
- 2018–2019: Peter van der Veen
- 2019–2022: Mischa Visser